# Tricholoma colossus
Tricholoma colossus (Elias Magnus Fries, 1836 ex Lucien Quélet, 1872) din încrengătura Basidiomycota, în familia Tricholomataceae și de genul Tricholoma este o specie de ciuperci comestibile, denumită în popor roșcovă (roșcove). Ea coabitează, fiind un simbiont micoriza, formând prin urmare micorize pe rădăcinile arborilor. Buretele trăiește în România, Basarabia și Bucovina de Nord solitar sau în grupuri pe sol nisipos și calcaros în păduri de conifere și mixte cu preferință sub pini. Apare de la câmpie la munte, în unele regiuni foarte rar, din iunie până în noiembrie (decembrie).

## Taxonomie
Numele binomial a fost determinat drept Agaricus colossus de renumitul savant suedez Elias Magnus Fries în cartea sa Anteckningar öfver de i Sverige växande ätliga Svampar din 1836.
În 1872, micologul francez Lucien Quélet a transferat specia corect la genul Tricholoma sub păstrarea epitetului, de verificat în volumul 5 al Mémoires de la Société d'Émulation de Montbéliard. Toate celelalte încercări de redenumire (vezi infocaseta) sunt acceptate sinonim, dar neglijabile, nefiind folosite.
Epitetul este derivat din cuvântul latin (latină colossaeus=uriaș), datorită dimensiunii pe care ciuperca o poate atinge.

## Descriere
Ciupercile foarte tinere, adesea ascunse sub ace și frunziș, seamănă inițial cu un șurub supradimensional, dar cresc repede.

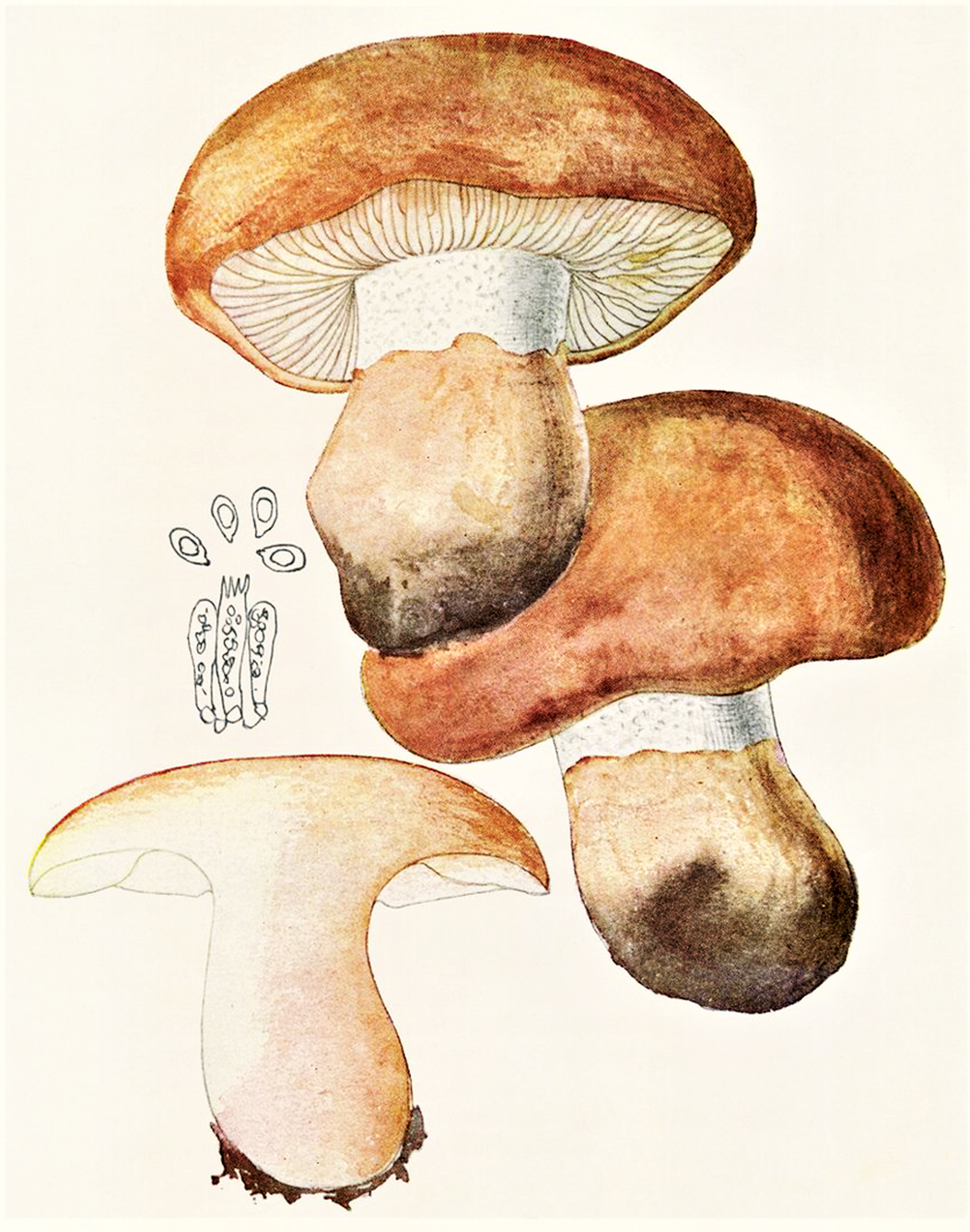
Bres.: Tricholoma colossus

- Pălăria: are un diametru între 5 și 18 (25) cm, este compactă, cărnoasă, la început boltită semisferic cu marginea fin catifelată și răsucită spre interior, dar devine în  scurt timp convexă cu marginea atunci pliată îngust și albicioasă. Mai târziu se aplatizează, fiind îndoită și ondulată precum cu rupturi longitudinale la secete, preponderent lat adâncită în centru. Cuticula, pe vreme uscată netedă până slab pâsloasă, dar la umezeală jilavă până unsuroasă, diferă în colorit care poate fi roz-bej, slab roșu-maroniu, cărămiziu sau chiar gri-verzui. Prezintă uneori un desen fibros radial.
- Lamelele: sunt subțiri, foarte îndesate, de acea adesea îndoite spre margine, intercalate și aderate bombat la picior (numit: șanț de castel). Coloritul alb devine cu avansarea în vârstă crem, la bătrânețe prezintă și pete maronii, în special pe muchiile netede. Apăsate, capătă nuanțe roșii de somon până vinacee.
- Piciorul: compact, consistent, cărnos, plin și ceva fibros are o lungime de 5-12 (22) cm și o lățime 3-4 (6) cm, fiind la început cilindric și albicios, apoi umflat cilindric în mijloc, pentru a se întinde cu avansarea în vârstă, devenind spre vârf mai subțire și spre bază nu rar foarte bulbos, înrădăcinând ușor. Prezintă o zonă inelară colțuroasă dar fugitivă care împarte coloritul și aspectul în două: spre sus albicios slab gălbenind și adesea ocru-maroniu flocos, spre jos brun deschis cu cordoane de culoarea pălăriei și puternic fibros. Decolorarea maronie a tijei nu provine de la culoarea sporilor ca la genul Cortinarius.
- Carnea: este grea, tare, robustă și repede fibroasă, coloritul fiind alb, înroșind destul de repede după tăiere. Mirosul amintește slab de ciuperci, gustul blând la exemplare tinere devine adesea amar la bătrânețe. Este cea mai mare specie a genului.[4]
- Caracteristici microscopice: are spori netezi, elipsoidali, hialini (translucizi), cu o picătură mare uleioasă în centru și o mărime de 8-10 × 5-6 microni, pulberea lor fiind albă. Basidiile clavate cu 4 sterigme fiecare măsoară 30-35 x 5-6 microni. Cistidele (celule de obicei izbitoare și sterile care pot apărea între basidii și himen, stratul fructifer) sunt mai scurte, cu vârfuri rotunjite și pediculate.[9]
- Reacții chimice: nu sunt cunoscute.[10]

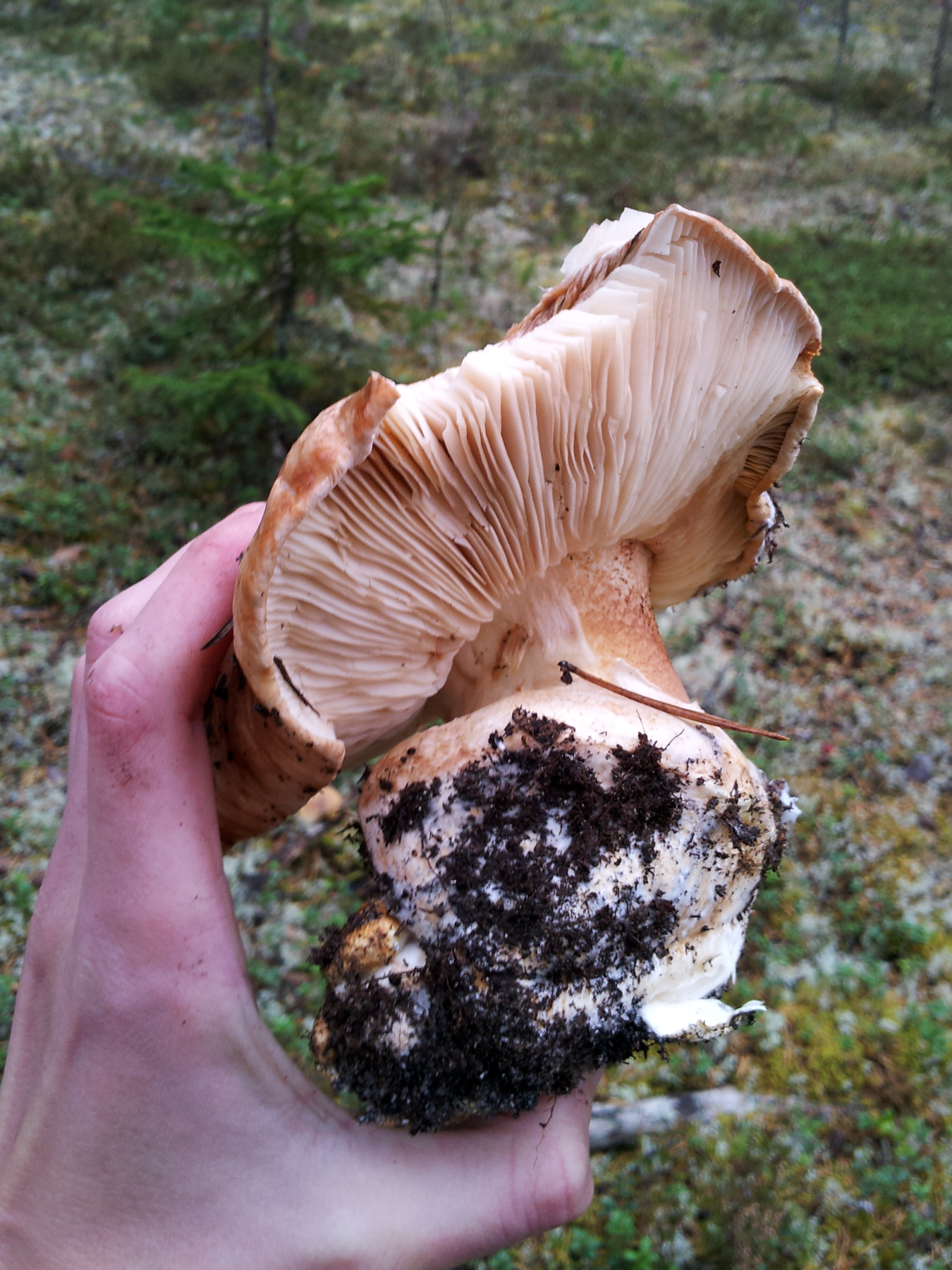
T. colossus, lamele și picior
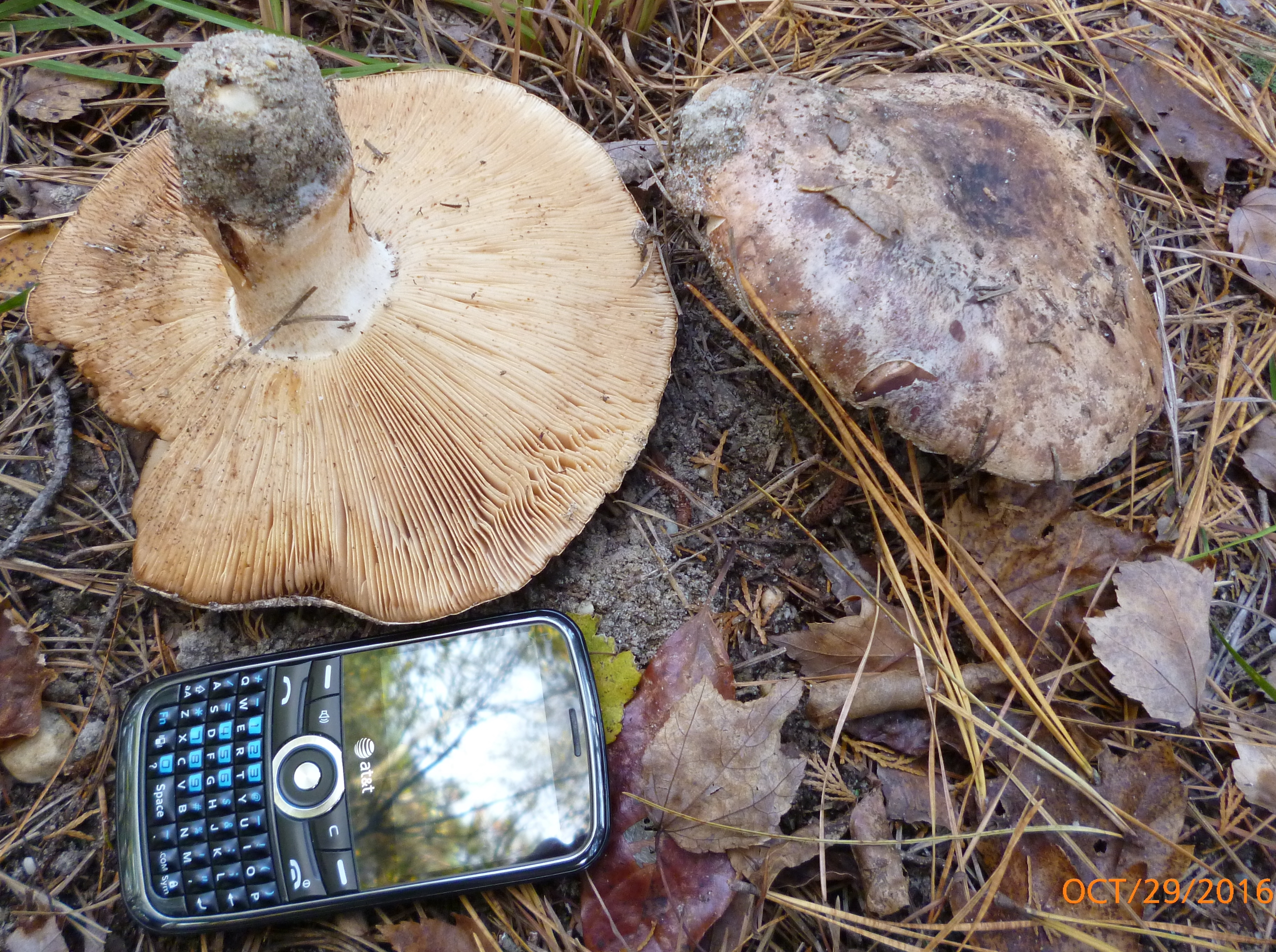
T. colossus mai vârstnice, pălărie, lamele și picior
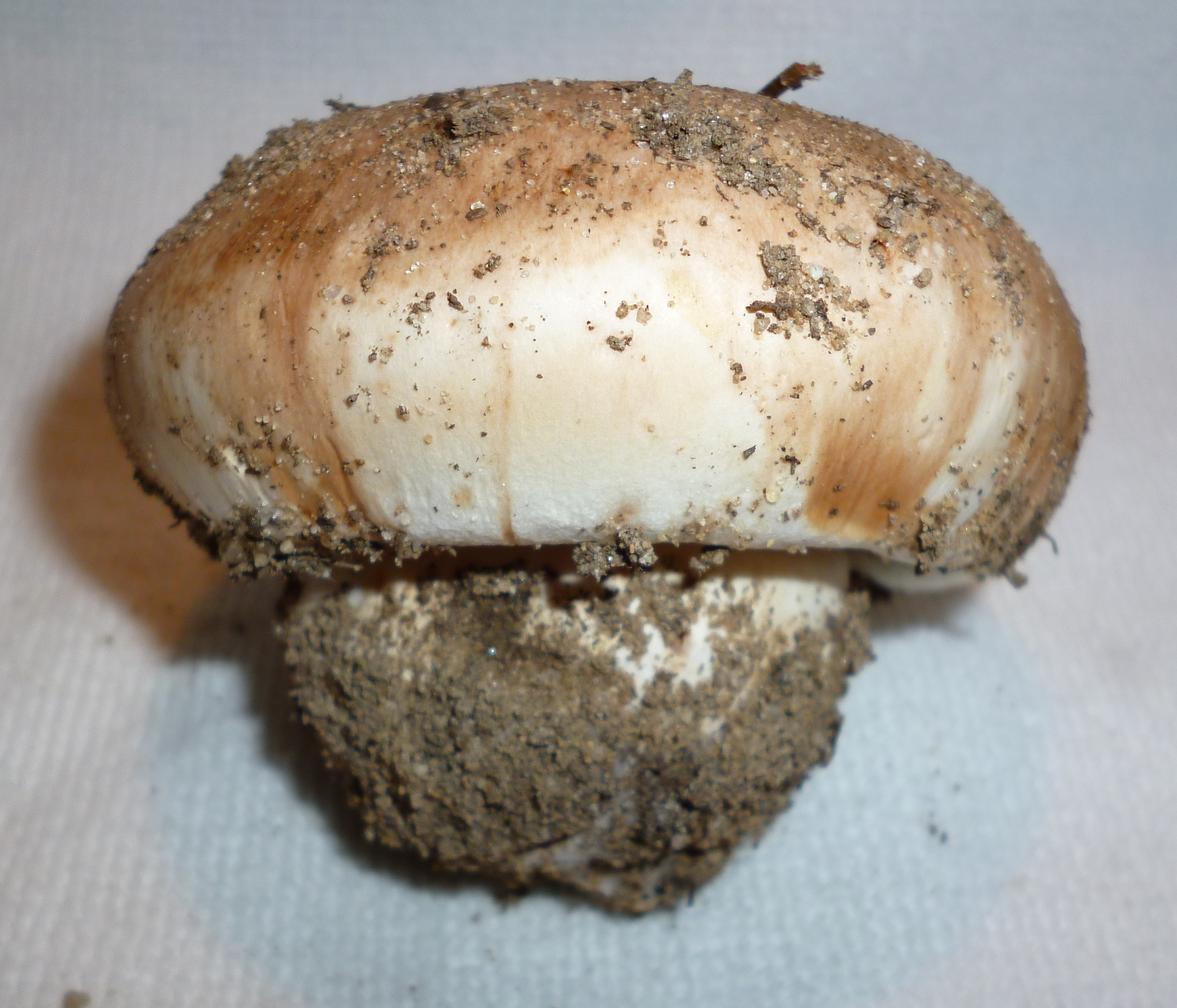
T. colossus mai tânăr
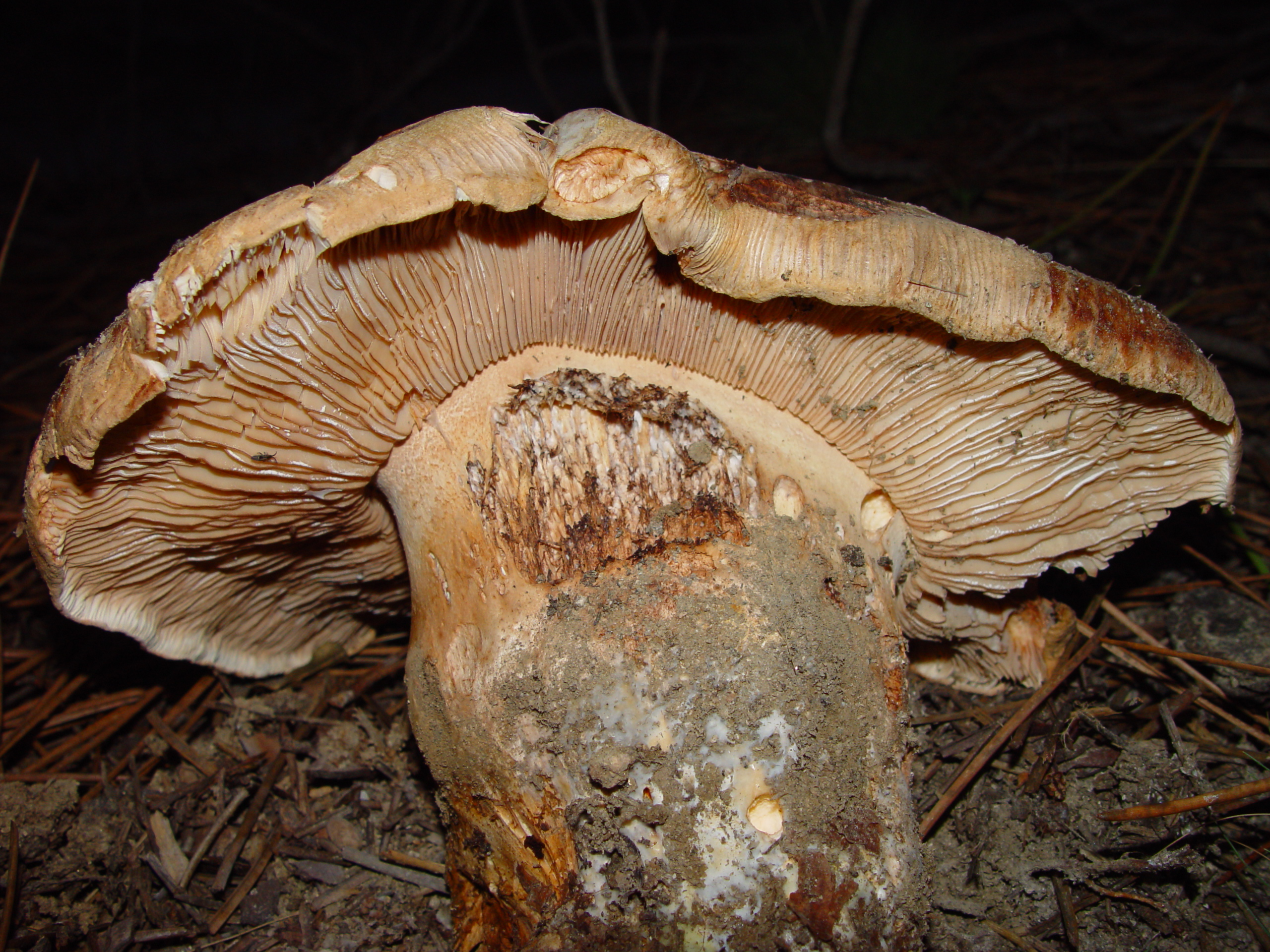
T. colossus bătrân

## Confuzii
Roșcova, odată plin dezvoltată, aproape nu poate fi confundată, datorită mărimii ei, dar este posibil în diversele stadii de evoluție. Astfel ea poate semăna cu soiuri de același gen, ca de exemplu cu Tricholoma batschii (otrăvitor, foarte amar), Tricholoma imbricatum (comestibil, suprafață maronie, solzos-fibroasă, cu miros imperceptibil și gust blând, cu timpul amar) sau Tricholoma vaccinum (comestibil, carne albă cu nuanțe roșiatice, miros și gust slab de faină, la bătrânețe amar), dar mai mult (și datorită mărimii sale) cu specii de genul Cortinarius cum ar fi Cortinarius allutus, comestibil (mai mic, lamele albicioase la început, apoi ruginii), Cortinarius arcuatorum (necomestibil, carne ocru-violetă, miros de mere sau pere, gust amar, se dezvoltă în foioase), Cortinarius elegantior (comestibil, carne slab gălbuie, în centrul piciorului ușor roșiatică, miros imperceptibil, gust blând), Cortinarius infractus (necomestibil, extrem de amar), Cortinarius praestans (comestibil) sauCortinarius traganus (otrăvitor, lamelele inițial acoperite de o cortină violetă, carne șofrănie), poate chiar și cu Agaricus augustus  sau Catathelasma imperiale (comestibil).

## Ciuperci asemănătoare în imagini

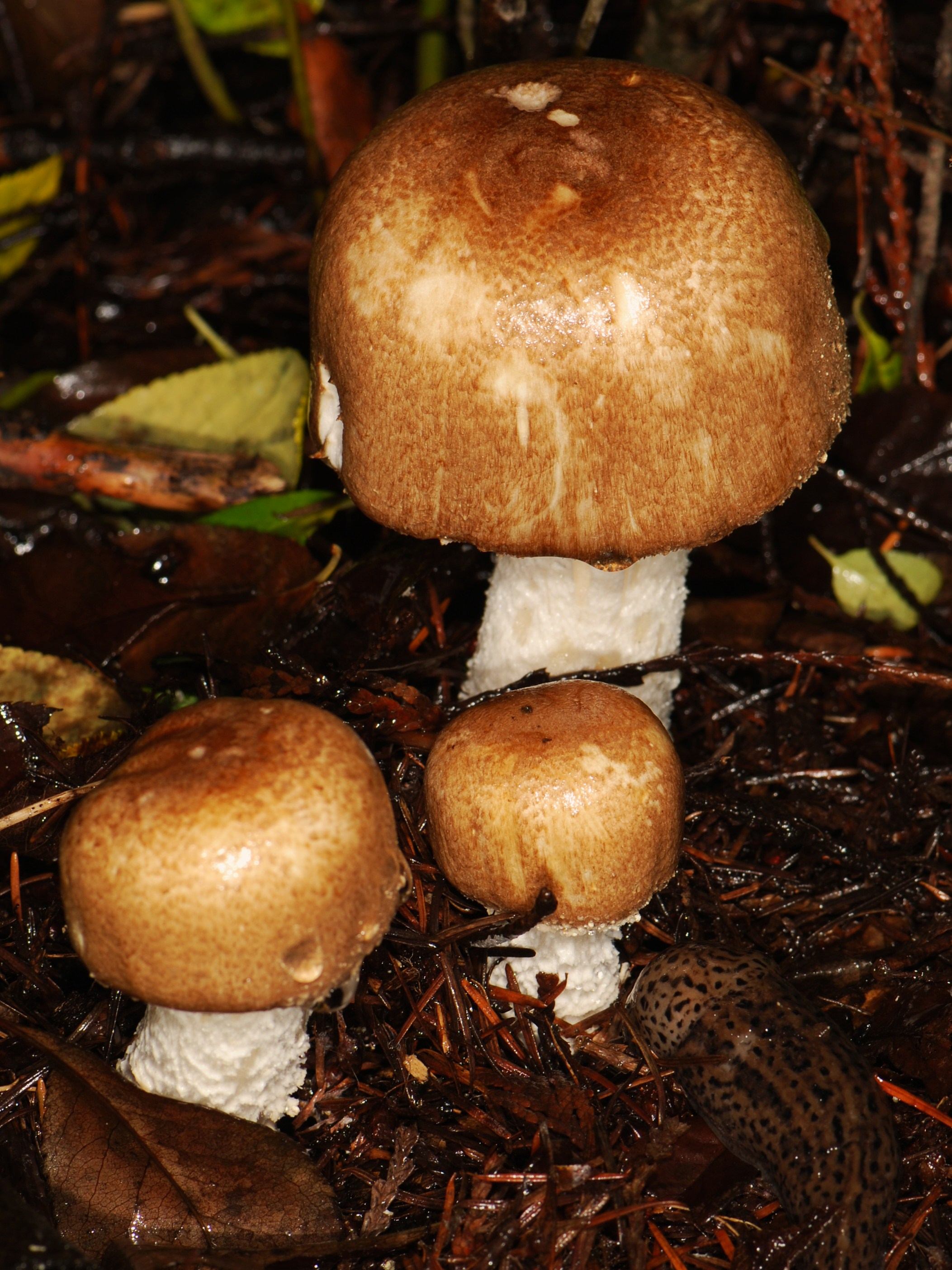
Agaricus augustus
Catathelasma imperiale
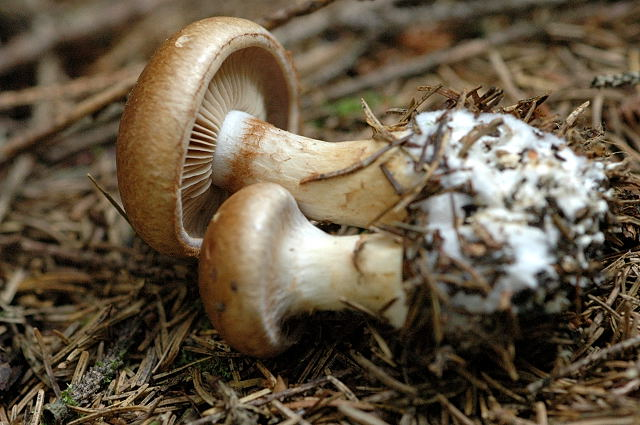
Cortinarius.allutus
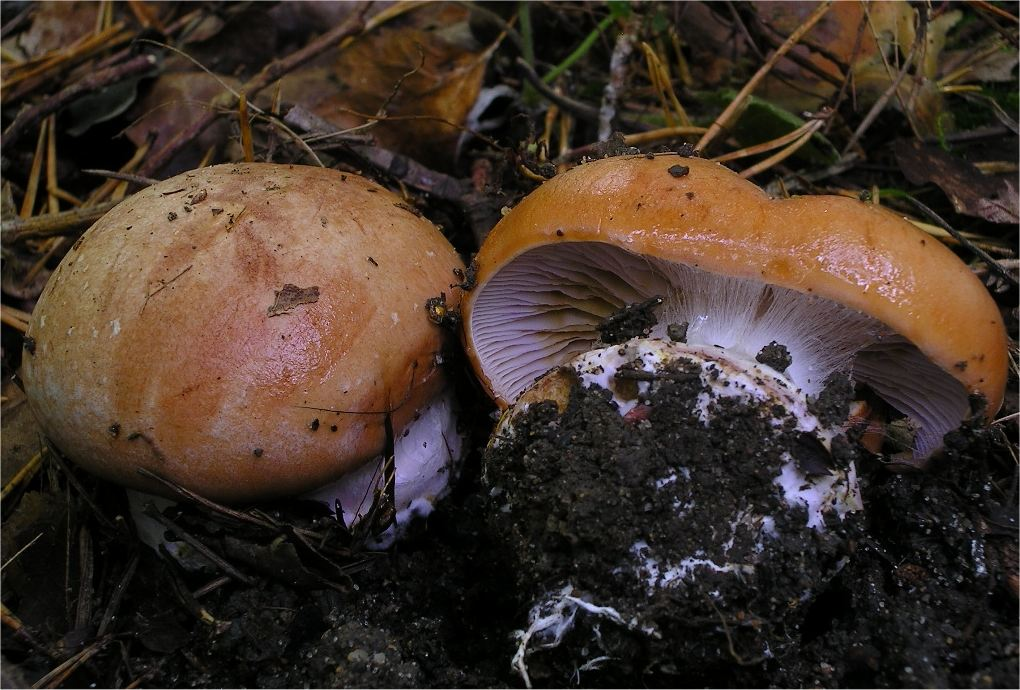
!Cortinarius arcuatorum!
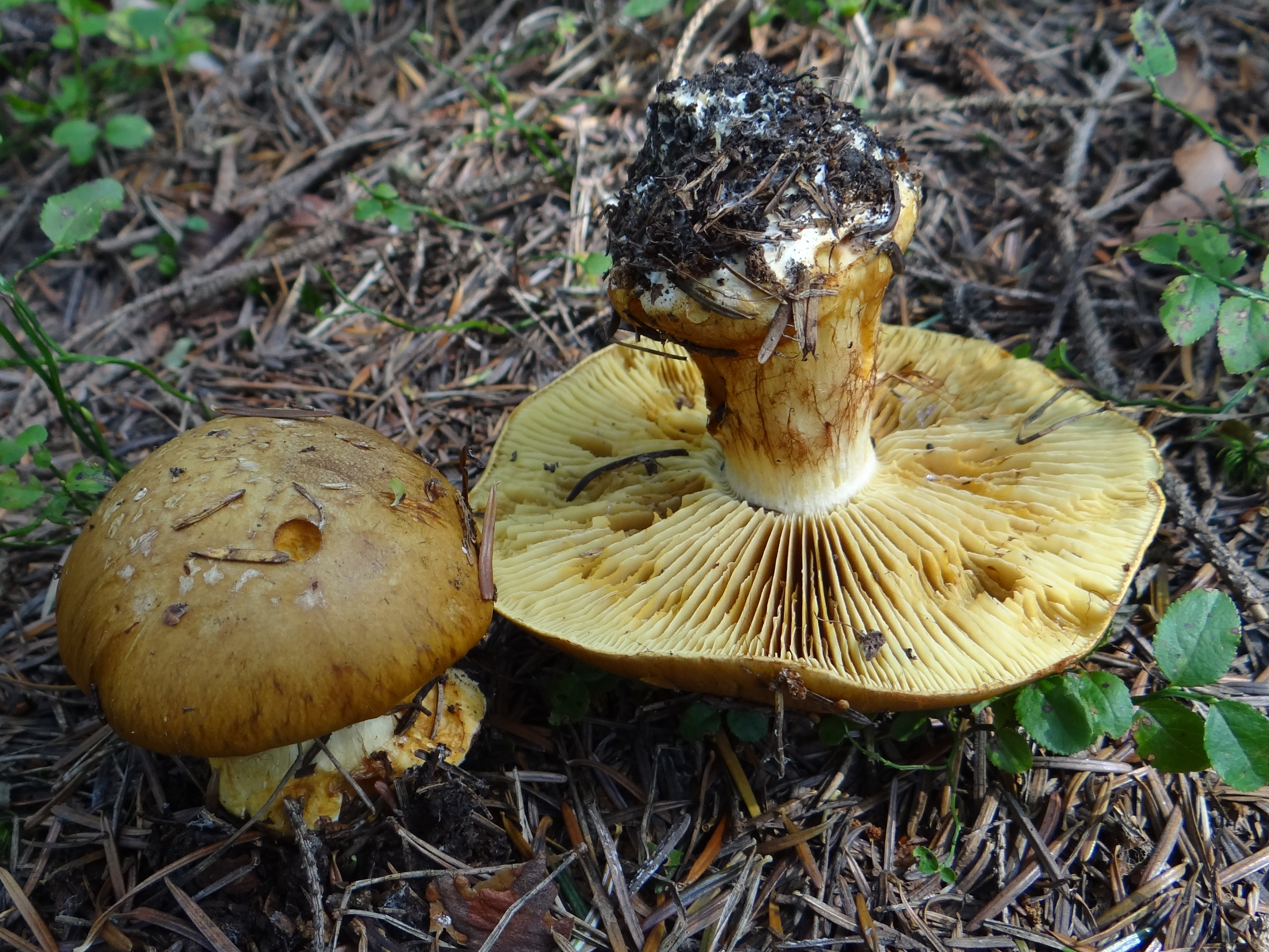
Cortinarius elegantior
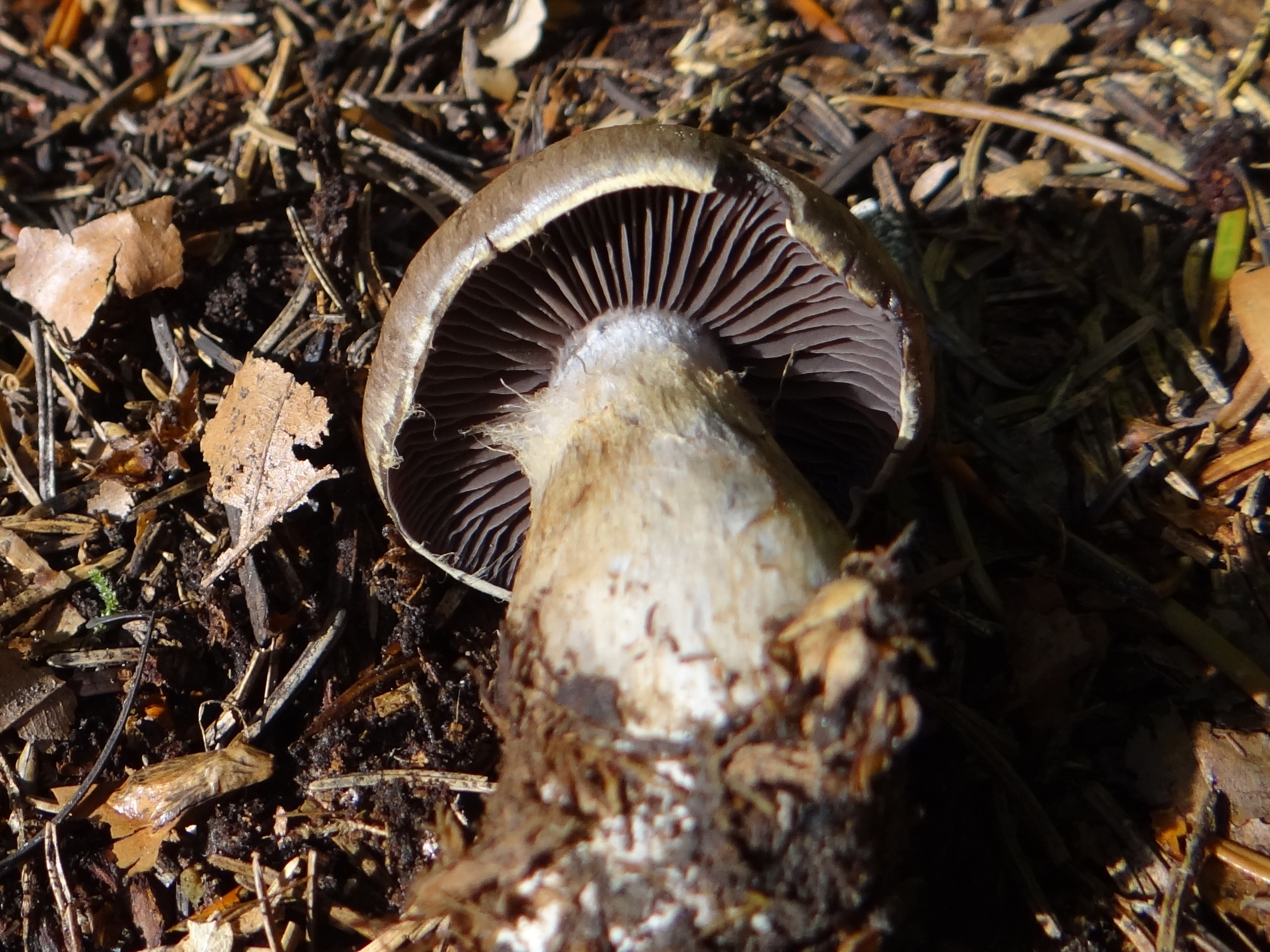
!Cortinarius infractus!

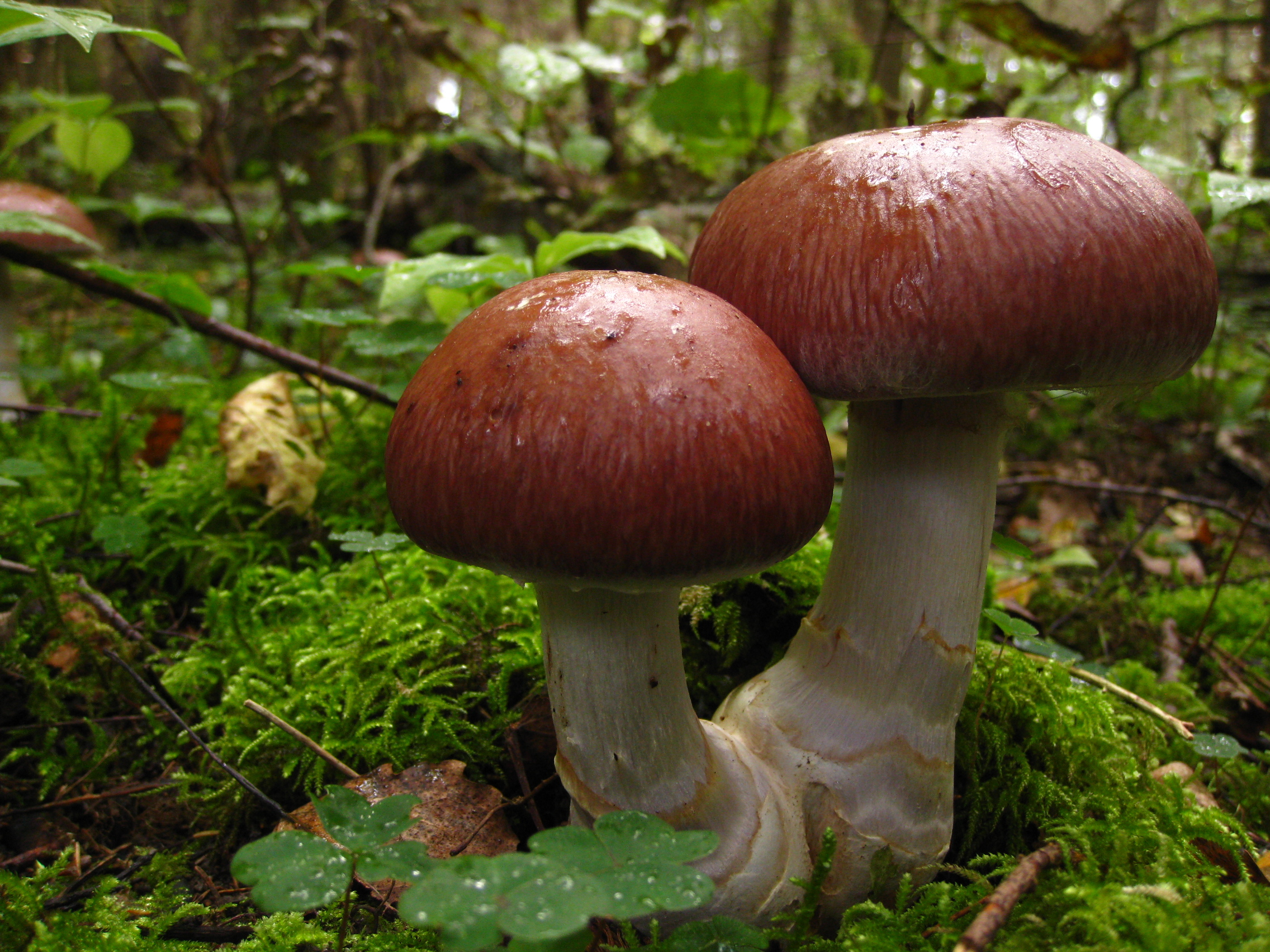
Cortinarius praestans
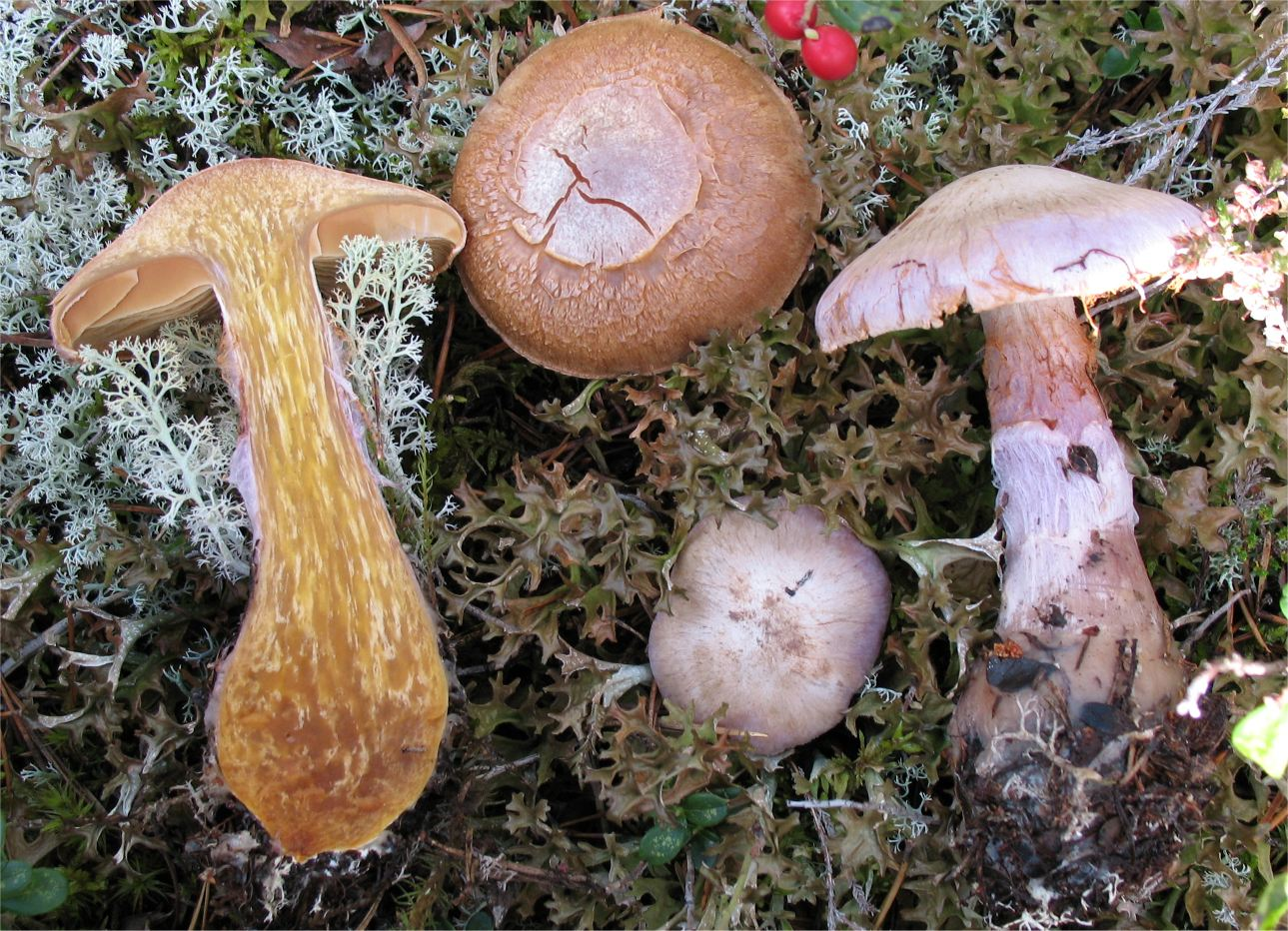
!! Cortinarius traganus !!
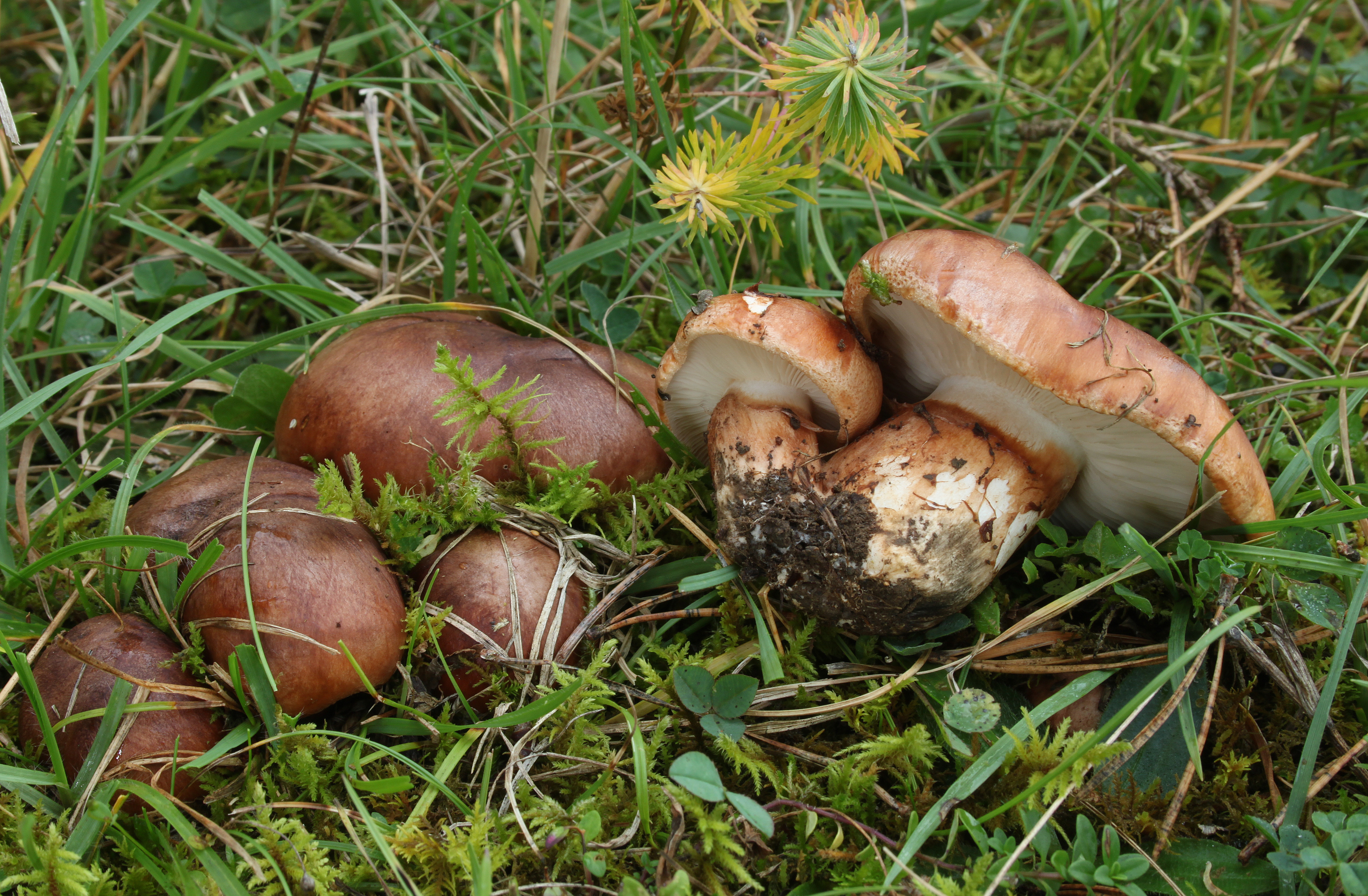
!! Tricholoma batschii!!
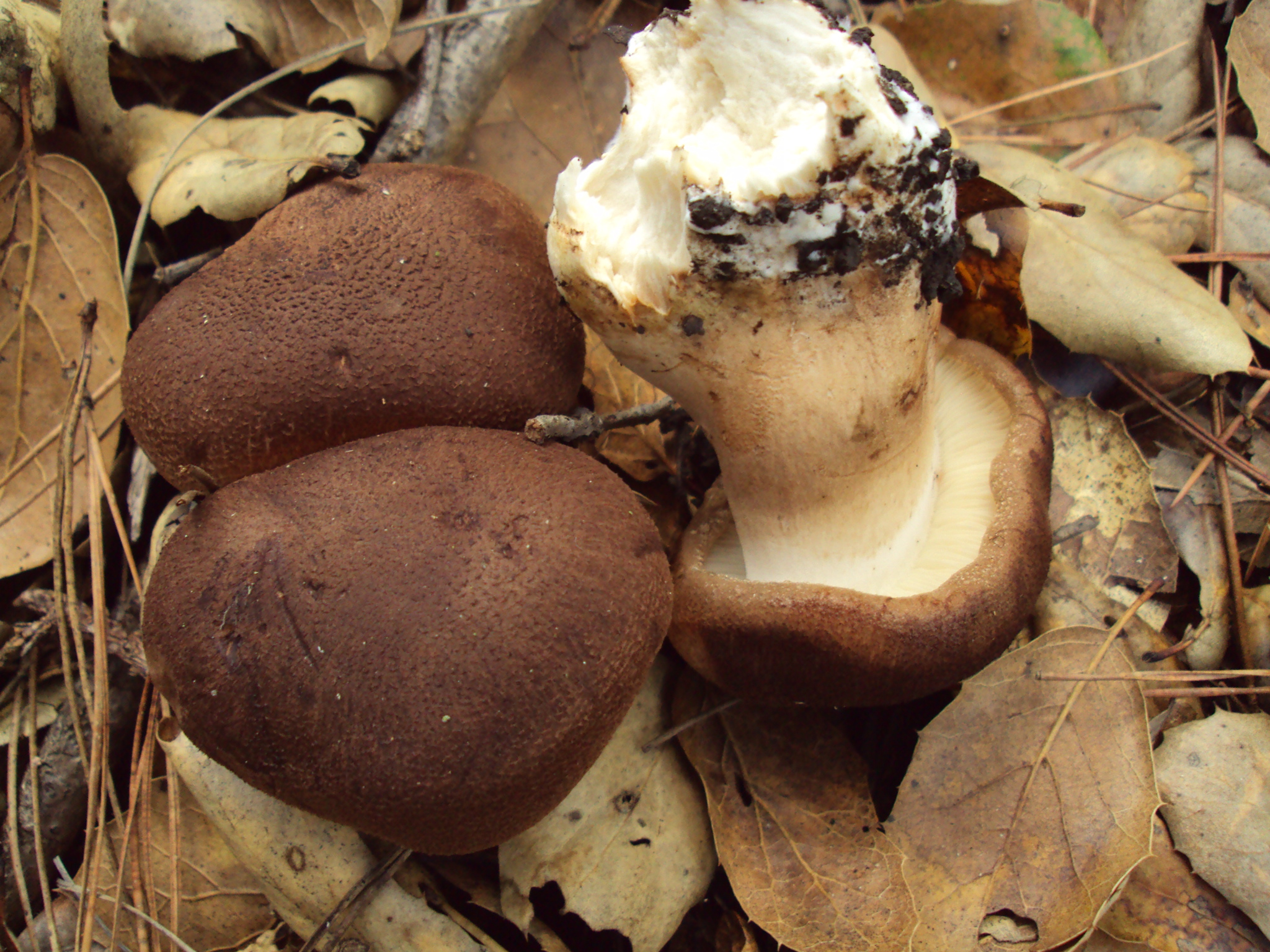
Tricholoma imbricatum
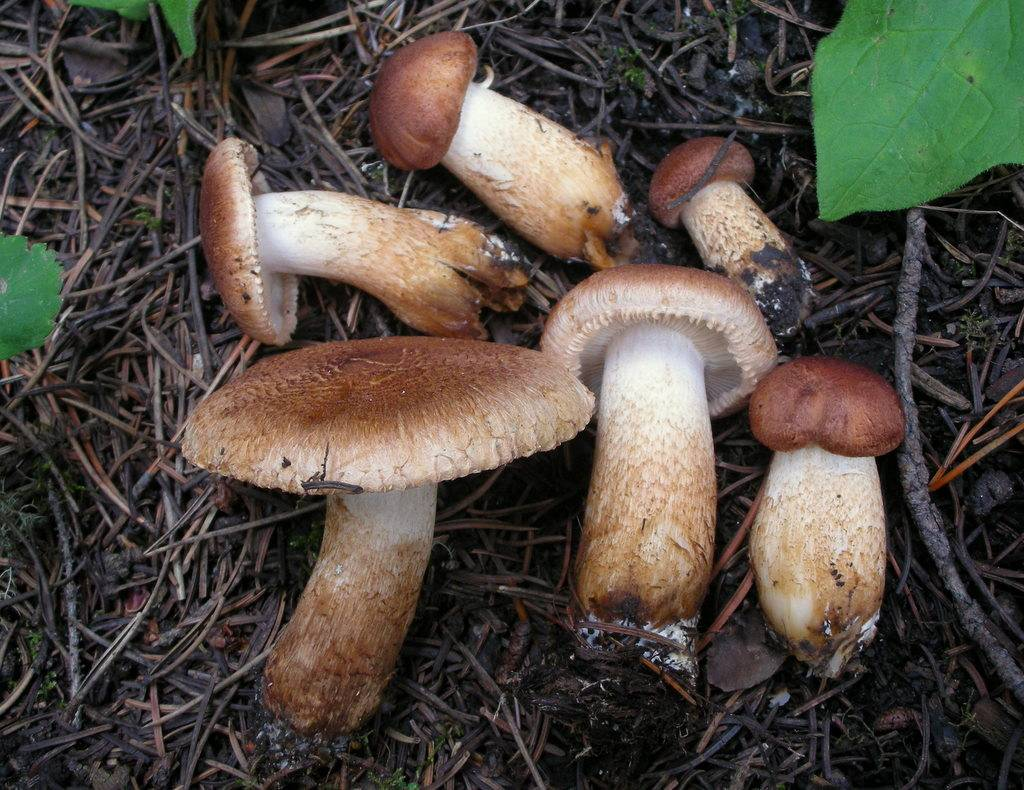
Tricholoma vaccinum

## Valorificare
În bucătărie se folosesc doar exemplare foarte tinere ale roșcovelor ca adăugare de exemplu la o ciulama de ciuperci. Buretele poate fi conservat în oțet sau ulei după ce a fost prăjit, conform Bruno Cetto deosebit de potrivit pentru acest fel de preparare.
| Nu mâncați niciodată bureți de genul Tricholoma iuți și/sau amari pentru că provoacă mereu tulburări gastrointestinale, parțial foarte severe. |